# Борисенко, Константин Петрович
Константи́н Петро́вич Борисе́нко (род. 6 декабря 1948 годa, Ленинград) — учёный-кораблестроитель, профессор, ректор Санкт-Петербургского государственного морского технического университета (СПбГМТУ) (1999—2013).

## Биография
В 1966 году, после окончания физико-математической школы № 38 поступил на Приборостроительный факультет Ленинградского кораблестроительного института. Активный участник стройотрядовского движения 1960-70-х годов.
В 1972 году закончил ЛКИ, выпустился по кафедре автоматических корабельных комплексов и получил диплом с отличием. Распределен для работы на кафедре в качестве инженера.
С 1971 по 1973 год работал секретарем комитета ВЛКСМ ЛКИ. После окончания выборной работы поступил в аспирантуру, а затем перешел на преподавательскую работу в качестве ассистента кафедры автоматических корабельных комплексов, а затем старшего преподавателя.
В 1982 году защитил кандидатскую диссертацию на специальную тему и в 1985 году ему было присвоено ученое звание доцента, а в 2003 году присвоено ученое звание профессора на кафедре корабельных автоматических комплексов и информационно-управляющих систем.
С 1983 года по 1987 год избирался секретарем парткома КПСС Ленинградского кораблестроительного института, членом бюро Октябрьского районного комитета КПСС, кандидатом в члены Ленинградского горкома КПСС, был депутатом районного совета Октябрьского района.
В 1988 году, после окончания работы в выборных органах, назначен проректором по учебной работе. Многое сделал для организации работы на младших курсах в период освоения нового учебно-лабораторного комплекса на Ленинском проспекте. При его непосредственном участии был создан среднетехнический факультет.

## Ректор СПбГМТУ
В апреле 1999 года избран ректором Санкт-Петербургского государственного морского технического университета. За пятнадцать лет работы в должности ректора обеспечил сохранение школ в сложных условиях конца 1990-х — начала 2000-х годов. Университет укрепил свои связи с промышленными и научно-исследовательскими организациями отрасли, был открыт ряд новых направлений подготовки специалистов, организованы структуры, обеспечивающие целевую практическую подготовку для предприятий отрасли, внебюджетное обучение. Университет приобрел финансовую устойчивость, что позволило сохранить и развить материально-лабораторную базу и сохранить кадры и авторитет в отрасли и Высшей школе. Университет упрочил свои связи на международном рынке образовательных услуг, к обучению в университете привлечены студенты из ряда стран мира. По объёму научно-исследовательских работ СПбГМТУ занял одно из ведущих мест в Санкт-Петербурге. К. П. Борисенко много сделал для развития кафедры военно-морской подготовки, её материально-технической базы, становления Военного Учебного Центра, обеспечивающего подготовку офицеров запаса и службы в подразделениях ВМФ РФ. На должности ректора СПбГМТУ К. П. Борисенко находился с апреля 1999 года по декабрь 2013 года.

## Научные достижения
Список научно-исследовательских работ К. П. Борисенко насчитывает более 100 наименований, он является членом авторского коллектива многотомного энциклопедического издания «Торпедное оружие». Преподавал курс «Внешняя баллистика». Автор программы «Кадры судостроения».
К. П. Борисенко был избран действительным членом Санкт-Петербургской инженерной академии по специальности «Судостроение», действительным членом Санкт-Петербургской Академии науки и техники.

## Награды и звания
В 2013 году за выдающиеся достижения в области высшего и среднего профессионального образования награждён почетным знаком «Лауреат премии Правительства Санкт-Петербурга». Заслуженно пользуясь большим уважением в Высшей школе, К. П. Борисенко был членом Российского Союза ректоров, членом Президиума, председателем Ревизионной комиссии Совета ректоров Санкт-Петербурга, членом Морского Совета при правительстве Санкт-Петербурга, членом научно-технического Совета Морского Регистра РФ, сопредседателем редакционного совета научно-технического журнала «Морской Вестник», многих других общественных организаций.
К. П. Борисенко награждён орденом «Знак Почета» (2006), орденом Трудового Красного знамени, знаком «За отличные успехи в работе», медалями «За трудовое отличие», «300-летие Российского Флота», ведомственными наградами и почетными званиями, орденами Морского собрания «За заслуги в морской деятельности» 1-й и 3-й степени.

## Семья
- Отец — Петр Леонович Борисенко, участник Великой Отечественной войны, защитник блокадного Ленинграда, награждён боевыми орденами и медалями[5].
- Мать — Александра Мефодьевна Борисенко.
- Жена — Галина Ивановна Борисенко.
- Сын — Кирилл (род. 1974).